# Casuiste
Les Casuistes sont des théologiens dont les études ont pour objet de résoudre les cas de conscience, c'est-à-dire de décider si telle action est bonne ou mauvaise. 
Ces fonctions difficiles ont été l'occasion de quelques abus, plusieurs théologiens ayant avancé des opinions fort relâchées en morale, entre autres Antonio Escobar y Mendoza, Luis de Molina, Hermann Busenbaum... Blaise Pascal a de fait combattu ces excès dans ses Provinciales.
Dans un sens plus général, les adversaires des Jésuites les ont souvent traités de casuistes, leur reprochant une trop grande acceptation du péché en l'expliquant par son contexte.